# Marobia
Marobia là một chi bướm đêm thuộc họ Geometridae.